# Віллем Рюска
Віллем Рюска (нід. Willem Ruska; нар. 29 серпня 1940 — 14 лютого 2015) — нідерландський дзюдоїст, дворазовий олімпійський чемпіон 1972 року, чемпіон світу та Європи.

## Виступи на Олімпіадах
| Олімпіада   | Дисципліна    | Місце |
| ----------- | ------------- | ----- |
| Мюнхен 1972 | понад 93 кг   | 1     |
| Мюнхен 1972 | відкрита вага | 1     |